# Time's Arrow (album)
Time's Arrow è il settimo album in studio del gruppo musicale britannico Ladytron, pubblicato nel 2023.

## Tracce
1. City of Angels – 4:38
2. Faces – 4:40
3. Misery Remember Me – 4:14
4. Flight from Angkor – 4:07
5. We Never Went Away – 3:57
6. The Night – 4:17
7. The Dreamers – 3:40
8. Sargasso Sea – 3:30
9. California – 4:08
10. Time's Arrow – 4:00